# Apyrétique
Apyrétique est un terme médical, dérivé savant du latin apyretus lui-même dérivé du grec apuretos, de puretos qui veut dire fièvre, avec le préfixe privatif. Il est employé le plus souvent comme adjectif, et signifie qu'une personne n'est pas fébrile. Ainsi un patient apyrétique est un patient qui n'a pas de fièvre. De même une maladie apyrétique est une maladie qui se manifeste sans fièvre (par opposition aux maladies fébriles),. Le terme est aussi employé comme substantif en pharmacologie pour désigner un médicament qui fait tomber la fièvre, ou l'empêche de monter et est alors synonyme de médicament apyrogène. L'état dans lequel le sujet apyrétique se trouve est l'apyrexie.
Ce terme s'oppose donc à fébrile ou fiévreux. À noter la caractéristique des fièvres dites récurrentes au cours desquelles le patient alterne une ou plusieurs phases fébriles et apyrétiques.